# سیارک ۱۰۴۰۰
سیارک ۱۰۴۰۰ (به انگلیسی: 10400 Hakkaisan، نامگذاری:1997VX) ده هزار و چهارصدمین سیارک کشف شده‌است که در ۱ نوامبر ۱۹۹۷ کشف شد.